# Franciszek Błażyca
Franciszek Błażyca (ur. 30 września 1887 w Suszcu, zm. 1940 w Kalininie) – przodownik Policji Województwa Śląskiego, jedna z ofiar zbrodni katyńskiej.

## Życiorys
Syn Jana i Karoliny z Kwoków. W latach 1919–1921 członek Polskiej Organizacji Wojskowej na Górnym Śląsku, uczestnik powstań śląskich. Od 24 czerwca 1922 roku w Policji Województwa Śląskiego, nr służbowy 1470, służył w powiecie świętochłowickim, we wrześniu 1939 roku w Komisariacie Lipiny.
Po agresji ZSRR na Polskę w 1939 roku znalazł się w niewoli radzieckiej w specjalnym obozie NKWD w Ostaszkowie. Zamordowany przez NKWD wiosną 1940 roku jako jedna z ofiar zbrodni katyńskiej. Pochowany w Miednoje.
W 1948 Paulina Błażyca nie  znając losów męża, wystosowała pismo z dn. 14 marca 1948 skierowane do Ambasady Polskiej w Moskwie w sprawie zwolnienia z obozu jenieckiego Franciszka Błażyca.

## Awans pośmiertny i upamiętnienie
4 października 2007 roku Franciszek Błażyca został pośmiertnie awansowany na stopień aspiranta Policji Państwowej.

## Odznaczenia
- Krzyż Walecznych
- Medal Niepodległości
- Brązowy Krzyż Zasługi
- Krzyż na Śląskiej Wstędze Waleczności i Zasługi
- Medal Pamiątkowy za Wojnę 1918–1921
- Medal Dziesięciolecia Odzyskanej Niepodległości
- Gwiazda Górnośląska